# Greyhound
För andra betydelser, se Greyhound (olika betydelser).
Greyhound är en hundras från Storbritannien. Det är en stor vinthund och är den främsta rasen för hundkapplöpning.

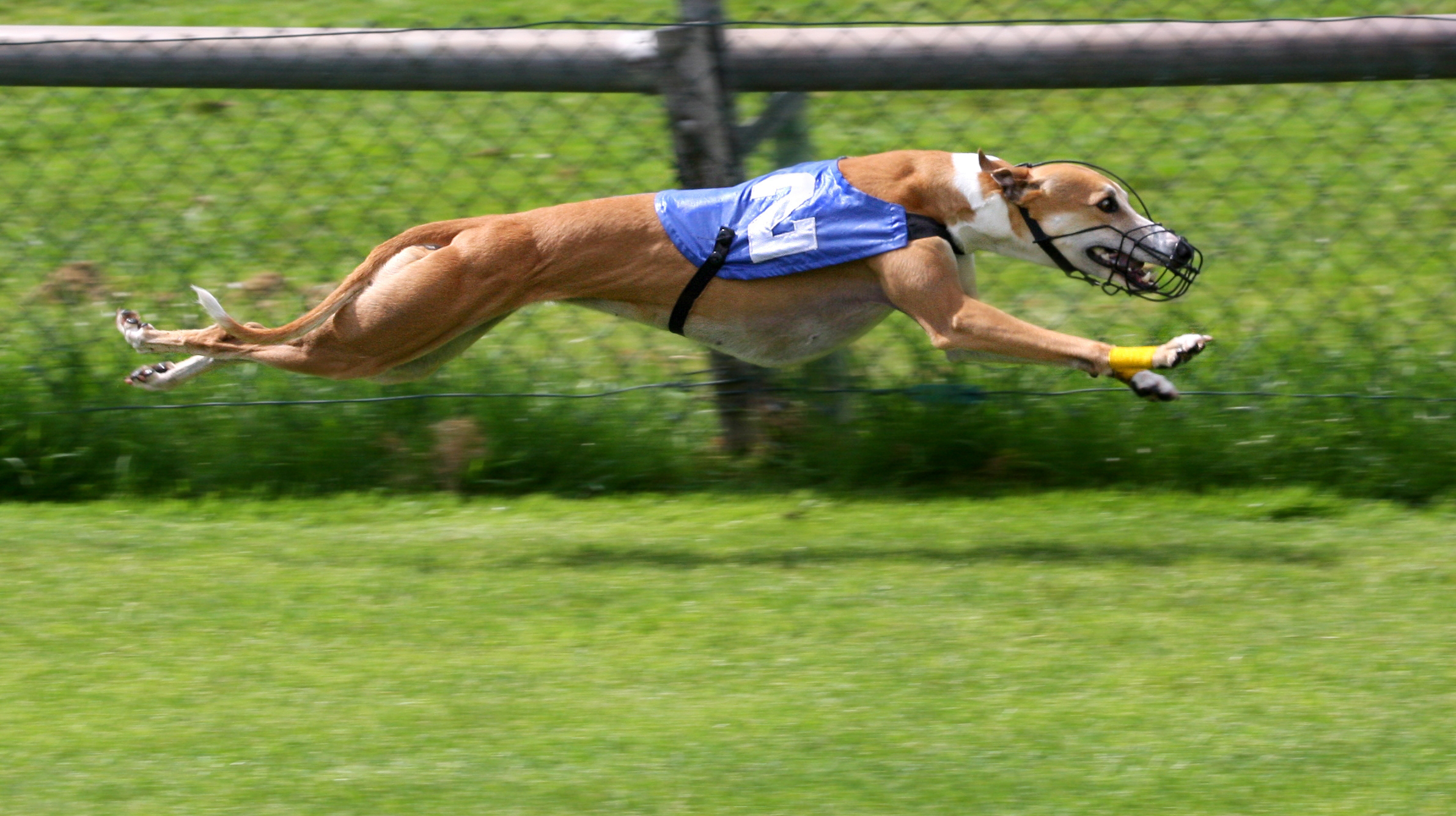
Hundkapplöpning

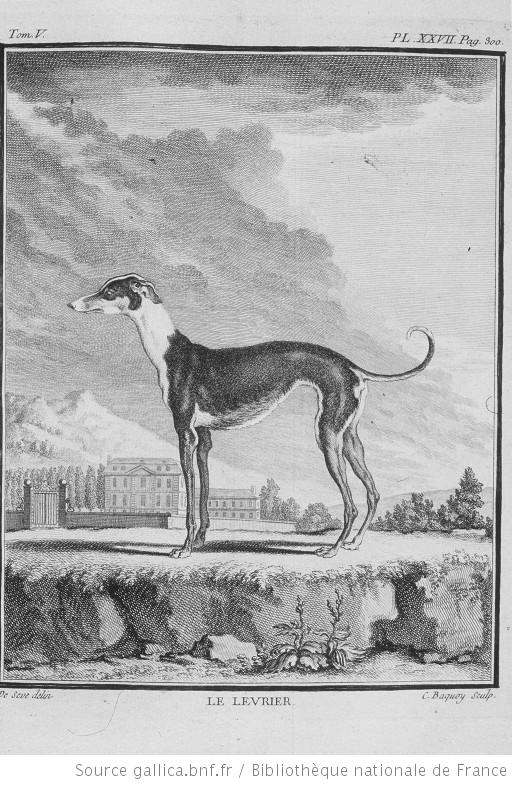
En greyhound (levrier) från Georges-Louis Leclerc de Buffons (1707-1788) stora naturalhistoria från mitten av 1700-talet.

## Historia
Enligt den allmänna uppfattningen kom greyhounden till Brittiska öarna med romarnas invasion år 43. Vad namnet står för är oklart. Enligt en teori kommer det av latinets graius, grekisk. Enligt en annan teori kommer det av fornengelskans grech eller greg som betyder hund.
Den äldsta dokumenterade förekomsten av greyhound i England är ett manuskript från år 800 där en Ælfric, earl av Mercia, är avbildad tillsammans med sin jägare och sina greyhound. År 1016 utfärdade Knut den store (cirka 995–1035) en lag som reglerade vilka som fick äga greyhound, det vill säga i princip endast hovet och stormännen. Från 1100-talet finns Henrik II avbildad tillsammans med greyound.
Greyhound användes ursprungligen till hetsjakt. Mot slutet av 1700-talet introducerade kapplöpningssporten coursing där ett koppel av hundar jagade ifatt en flyende hare. Först 1926 introducerades hundkapplöpning på bana efter en mekanisk hare.
1882 upprättades stamboken för greyhound. Det finns idag ett internationellt register över alla greyhounds som registreras inom världens olika hundorganisationer. I databasen The Greyhound Breeding and Racing Database finns en enorm mängd hundars stamtavlor registrerade, vid årsskiftet 08/09 fanns cirka 1,5 miljoner hundar registrerade. Man kan spåra dagens hundars anfäder ner till början av 1700-talet.

## Egenskaper
Med sitt vänliga kynne och lugna temperament passar de utmärkt som sällskapshund även om de mestadels används som kapplöpningshund. Den kallas ibland för världens snabbaste soffpotatis.[källa behövs] Greyhound är snabbast av alla hundar och kan uppnå en toppfart på närmare 70 km/h. Trots att den är byggd som en sprinter räknas den även som en av de mest uthålliga hundarna. Racing på rundbana är störst och där anordnas även vadhållning. I England, Irland, USA och Australien är sporten mycket stor och omsätter stora pengar. I Sverige tävlas med greyhounds för nöjes skull, och för att hundarna ska få göra det de är ämnade för - att jaga.
Då greyhounden enbart "jagar" med sin syn så är en nackdel med att äga en greyhound att man oftast inte kan ha den lösgående i terrängen då den reagerar oerhört fort på bortflyende djur. En fördel är att så fort den tappar villebrådet med synen så stannar hunden och kan enkelt kallas tillbaks. Den använder alltså inte som många andra hundraser sitt luktsinne att spåra upp villebråd.
Lure coursing (simulerad harjakt) är en annan gren som passar greyhound väl men som även är öppen för andra vinthundar.

## Utseende
Greyhound som ras har utvecklats i två olika riktningar, en utställningsvariant och en kapplöpningsvariant. Den förstnämnda är i allmänhet framavlad på bland annat storlek medan den senare i första hand är framavlad efter snabbhet.